# K2-155
K2-155 è una stella distante circa 240 anni luce dal sistema solare, visibile come un oggetto di magnitudine 12,8 nella costellazione del Toro. Nel 2016, nell'ambito della seconda parte della missione Kepler, un gruppo di astronomi giapponesi ha scoperto 3 pianeti orbitare attorno alla stella, di cui uno, K2-155 d, potrebbe essere situato nella zona abitabile della stella.

## Caratteristiche
K2-155 è stata classificata come una nana rossa di classe M dal gruppo giapponese che ha scoperto i pianeti, tuttavia uno studio sempre del 2018 di E.D. Alonso et al. riporta valori leggermente diversi sulle sue caratteristiche e classifica la stella come una nana arancione di classe K. Comunque meno massiccia e più fredda del Sole, ha una massa che va dal 54% al 65% di quella della nostra stella, con una temperatura superficiale che va da 3900 a 4250 K a seconda degli studi presi in considerazione.
Una sua caratteristica è quella di essere povera di metalli, cioè di tutti quegli elementi più pesanti di idrogeno ed elio. La stella è stata osservata per un periodo di 80 giorni consecutivi, e almeno durante quel periodo non sono stati notati dei brillamenti, tipici di diverse nane rosse e potenzialmente dannosi per l'atmosfera di un pianeta e quindi per lo sviluppo della vita.

## Sistema planetario
I 3 pianeti scoperti con il metodo del transito sembrano dalle dimensioni delle super Terre con superficie solida, anche se gli stessi autori sostengono che esiste una possibilità che siano dei mininettuno ricoperti da una spessa coltre atmosferica. La stima delle masse è stata fatta secondo modelli teorici ma non è conosciuta con precisione, in quanto non è nota la densità dei pianeti. Il pianeta d secondo gli scopritori potrebbe essere vicino al limite interno della zona abitabile, ricevendo un flusso radiante 1,67±0,38 volte quello terrestre. Dato l'alto margine di errore della stima del flusso di Teruyuki Hirano (1,67±0,38), egli sostiene che se non ricevesse oltre il 50% di flusso più della Terra potrebbe avere una temperatura di circa 20 °C. Tuttavia nello studio di E.D. Alonso, nonostante sia riportata una distanza simile, la maggior luminosità della stella farebbe ricevere al pianeta d 2,6 volte la radiazione che riceve la Terra dal Sole, e la temperatura di equilibrio stimata, di 381+47
−25 K sarebbe troppo elevata per consentire la presenza di acqua liquida in superficie.
Lo studio di questo sistema come altri simili continuerà in futuro anche per determinare con maggior precisione la natura di pianeti di queste dimensioni. Il pianeta d ad esempio è poco oltre il raggio limite sopra il quale esiste la possibilità che sia un mininettuno e non un pianeta roccioso;  L. A.  Rogers nel 2015 suggerì infatti che solo al di sotto di 1,6 r⊕ si può con certezza affermare che non siano presenti elementi volatili, come quelli delle atmosfere che avvolgono i giganti gassosi. Tuttavia, anche Alonso e colleghi, pur stimando una massa superiore per d (1,9 r⊕), affermano che i 3 pianeti di K2-155 dovrebbero essere delle super Terre. Secondo Weiss & Marcy et al., che nel 2014 elaborarono una formula che, a grandi linee, vale per pianeti con raggio da 1,5 a 4 volte quello terrestre, si ricava che i pianeti b, c e d hanno masse rispettivamente di 4,7, 4,5 e 4,9 volte quella della Terra. Se il pianeta d avesse effettivamente quella massa, la sua densità sarebbe di circa 3,94 g/cm³, ossia paragonabile alla densità di Marte.

### Prospetto del sistema
Sotto, un prospetto del sistema planetario di K2-155:
| Pianeta | Tipo        | Massa  | Raggio | Periodo orb.  | Sem. maggiore | Incl. orbita | Scoperta |
| ------- | ----------- | ------ | ------ | ------------- | ------------- | ------------ | -------- |
| b       | Super Terra | 4,7 M⊕ | 1,8 R⊕ | 6,342 giorni  | 0,0562 UA     | 88,3°        | 2018     |
| c       | Super Terra | 6,5 M⊕ | 2,6 R⊕ | 13,85 giorni  | 0,0946 UA     | 88,96°       | 2018     |
| d       | Super Terra | 4,9 M⊕ | 1,9 R⊕ | 40,718 giorni | 0,1937 UA     | 89,61°       | 2018     |